# Orłan-2
Orłan-2 (ros. Орлан-2) – rosyjski wojskowy bezzałogowy statek powietrzny opracowany i produkowany przez Specjalne Centrum Technologiczne (ros. OOO Специальный технологический центр). 

## Historia
Dron powstał jako rozwinięcie UAV Orłan-1, przyjęte rozwiązania konstrukcyjne pozwalały na zastosowanie maszyny zarówno do celów cywilnych, jak i wojskowych. Przenoszone wyposażenie pozwalało na prowadzenie rozpoznania, obserwacji i wykonywanie lotów patrolowych. W trakcie lotu dron dostarczał do naziemnego stanowiska kontrolni zdjęcia lotnicze. Dron był dostosowany do operowania z terenów przygodnych. Start odbywał się z wykorzystaniem katapulty pneumatycznej, kompaktowe wymiary pozwalały na jego łatwy transport. 
Dron nie został wdrożony do produkcji seryjnej. Oznaczenie Orłan-2 zostało później nadane śmigłowcowi.